# Hana Zobačová
Mgr. Hana Zobačová je česká pedagožka, poradce rané péče a autorka knih. Specializuje se na práci s dětmi s poruchou autistického spektra (dále jen PAS). Pochází z Brna, žije v Praze.
Ve spolupráci s nakladatelstvím Pasparta přednáší na téma výtvarné aktivity u dětí s PAS.

## Vzdělání
V roce 2003 získala magisterský titul v oboru Speciální pedagogika a český jazyk a literatura na Pedagogické fakultě Masarykovy univerzity.

## Dílo
- Pohádka o veliké řepě – klasická pohádka, ovšem s piktogramy, díky kterým mohou knihu „číst“ i děti předškolního věku. Je vhodná i pro děti s poruchou autistického spektra, vývojovou dysfázií či jiným handicapem.[3]
- Tři kuchaři vaří – kuchařka s piktogramy
- Klárka jde k paní doktorce – kniha s piktogramy. Jejím cílem je pomoci zvládnout dětem návštěvu lékaře – vysvětluje, jak to u lékaře vypadá, jak návštěva probíhá, …
- Výtvarné postupy (nejen) pro děti – kniha pro rozvoj kreativity nejen u dětí s poruchou autistického spektra
- Nikdo nejde z kola ven (Detektivní encyklopedie handicapů) - kniha pro děti seznamující s různými druhy postižení a poruch